# Fontanafredda (przystanek kolejowy)
Fontanafredda (włoski: Stazione di Fontanafredda) – przystanek kolejowy w Fontanafredda, w prowincji Pordenone, w regionie Friuli-Wenecja Julijska, we Włoszech. Znajduje się na linii Wenecja – Udine.
Według klasyfikacji RFI ma kategorię brązową.

## Historia
Stacja została otwarta w dniu 1 maja 1855 roku, kiedy otwarto linię kolejową łączącą stacje Treviso Centrale i Pordenone od Wenecji. 

## Linie kolejowe
- Wenecja – Udine

## Połączenia
Na przystanku zatrzymują się tylko niektóre pociągi regionalne na trasie Wenecja - Udine.